# English muffin

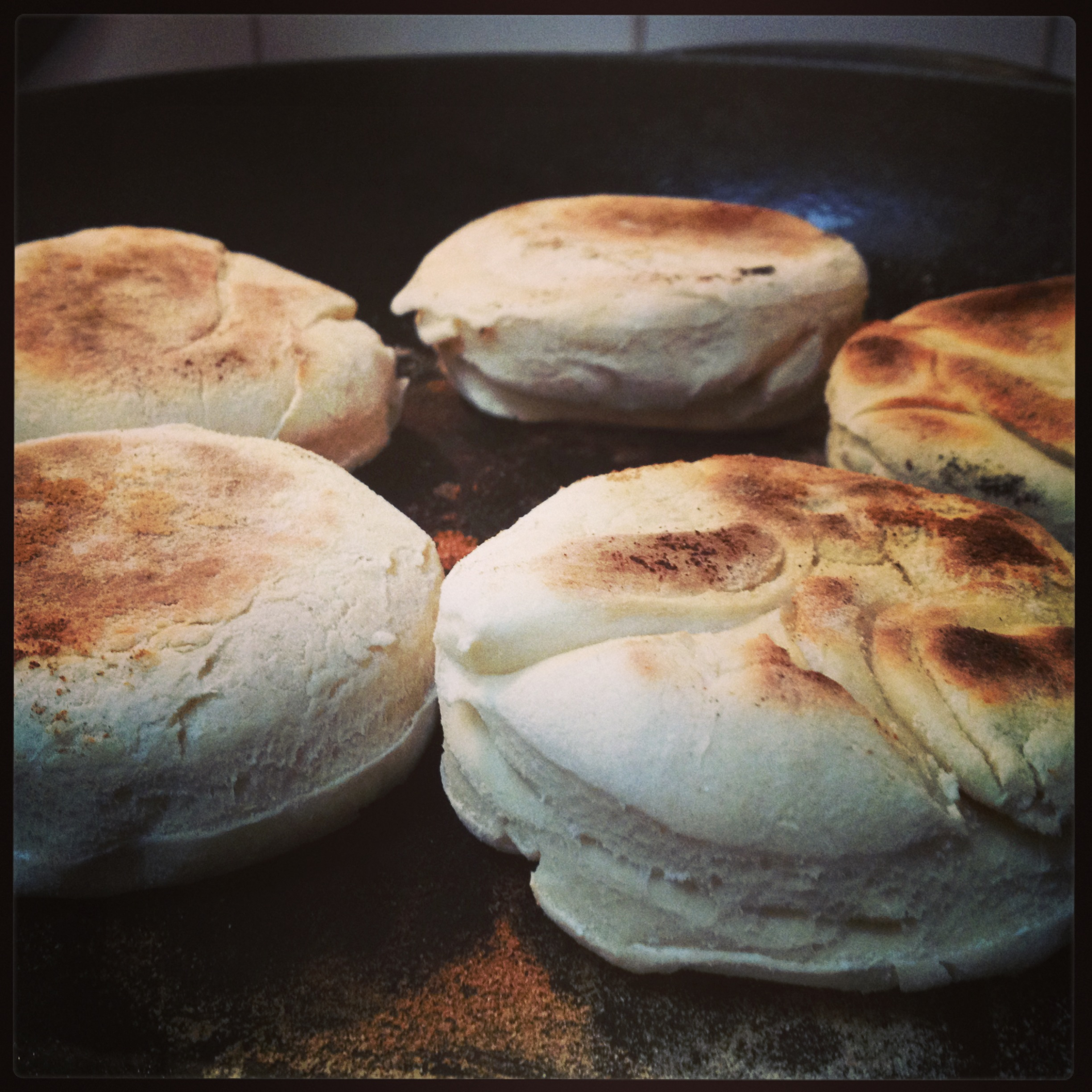
Tillagning av en engelsk muffins.

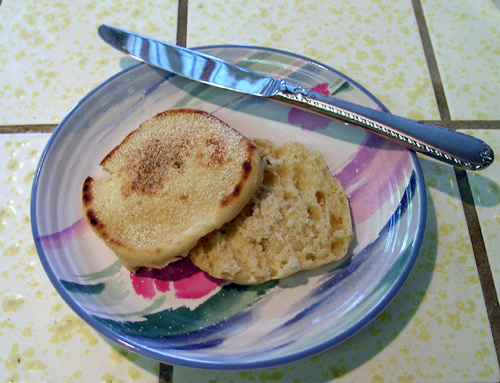
Engelsk muffins delad på två.

English muffin, engelsk muffins, är ett litet, runt och platt eller tunt bröd jäst på jäst som ofta  serveras horisontellt delat på mitten med en gaffel eller en kniv, rostat och smörat. Utöver Storbritannien är brödet vanligt i Australien, Kanada, Nya Zeeland och USA. Medan det i Storbritannien ofta enbart går under namnet muffin går det i andra länder oftare under namnet English muffin. Det är huvudingrediensen i den amerikanska brunchrätten ägg benedict.